# No és or tot el que lluu

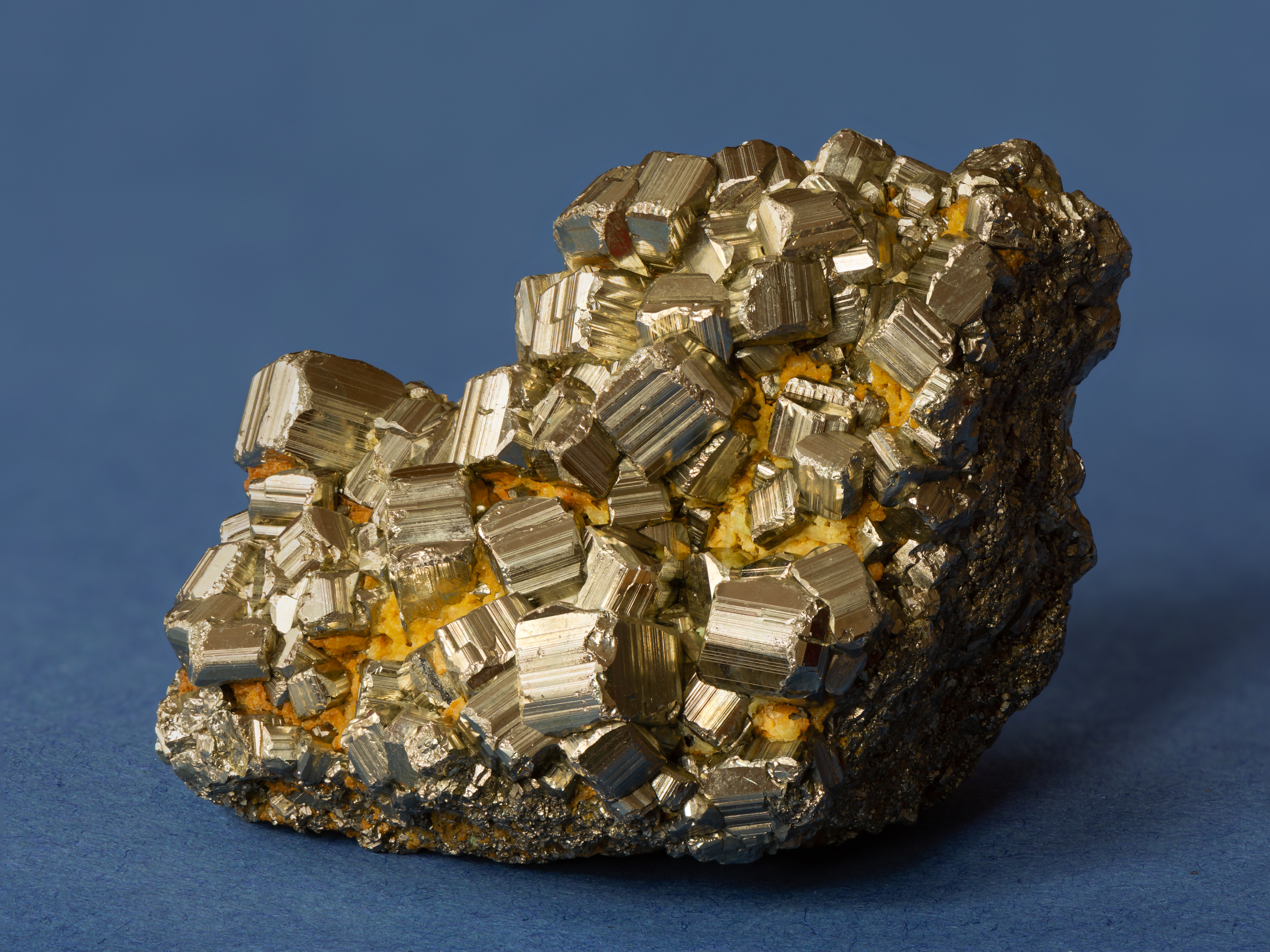
La pirita sembla or però no ho és.

"No és or tot el que lluu" és un aforisme que afirma que no tot el que sembla preciós o vertader ho és. S'aplica a múltiples experiències vitals. Si bé les expressions primerenques per referir-se a aquesta idea són conegudes almenys des del segle xii, la dita actual sembla derivar d'una frase del segle xvi de William Shakespeare.

## Origen
L'expressió, de diverses formes, es va originar al segle xii o abans i pot datar-se durant el període del fabulista de l'Antiga Grècia Isop. En llatí és Non omne quod nitet aurum est. El monjo francès Alà de Lilla va escriure "No doneu per bo tot l'or que brilla com l'or" el 1175.
El poeta valencià Joan Timoneda va utilitzar l'expressió en el segle xvi amb les paraules "que tot lo novell és bell i no és or tot lo que llu". El cantant Raimon ho va musicar.
Algunes fonts apunten que la forma popular de l'expressió deriva d'una línia de l'obra de William Shakespeare El mercader de Venècia, que utilitza la paraula "glisters", un sinònim del segle xvii per "purpurina". Forma part del text d'una trama secundària de l'obra.
El fet d'obtenir l'or sovint comença per trobar pirita, que reflecteix substancialment més llum que l'or autèntic. L'or en la seva forma crua sembla apagat i sense llustre.

## En la cultura popular
En la cultura pop, aquesta frase apareix en "Get Up, Stand Up" de Bob Marley i Peter Tosh. També s'utilitza com a lletra a la cançó "A Guided Masquerade" d'Alesana, a la cançó "Domino Rain" d'Antemasque, a la cançó "Gold" de Prince, i a la cançó de Kanye West, "Family Business".
La frase també apareix al poema de JRR Tolkien, originalment escrit per a La germandat de l'anell.
Bob Esponja fa servir la frase d'un episodi de la temporada 4, " Tot allò que brilla ". També s'esmenta en una escena quan es disculpa amb la seva espàtula.
Neil Young fa servir la dita en la seva cançó "Don't Be Denied" al seu àlbum de 1973 Time Fades Away per expressar que "fins i tot l'èxit no el faria feliç", fins i tot després d'haver obtingut fama i diners.
Les conegudes cançons "Stairway to Heaven" de Led Zeppelin, i "All Star" de Smash Mouth fan una referència a aquesta dita, tot i que la posen al cap dient "Tot allò que brilla és or".